# Zaproszenie (program telewizyjny)
Zaproszenie – autorski program Wojciecha Nowakowskiego, wyświetlany w TVP Polonia w latach 1994–2010. Cykl turystyczno-krajoznawczo-historyczny o ciekawych, mało znanych zakątkach Polski. Program prowadzony był w formie gawędy, prezentujący zabytki, osobliwości przyrody i kultury, dawne historie związane z różnymi regionami kraju. Od 2011 roku program powtarzany jest na antenie TVP Historia, a od września 2013 – także TVP Regionalna.
Program ma 329 odcinków. Pierwszy nadano 30 września 1994, a ostatni – 11 kwietnia 2010.